# Julia Piaton
Julia Piaton (* 29. Januar 1985 in Paris) ist eine französische Schauspielerin.

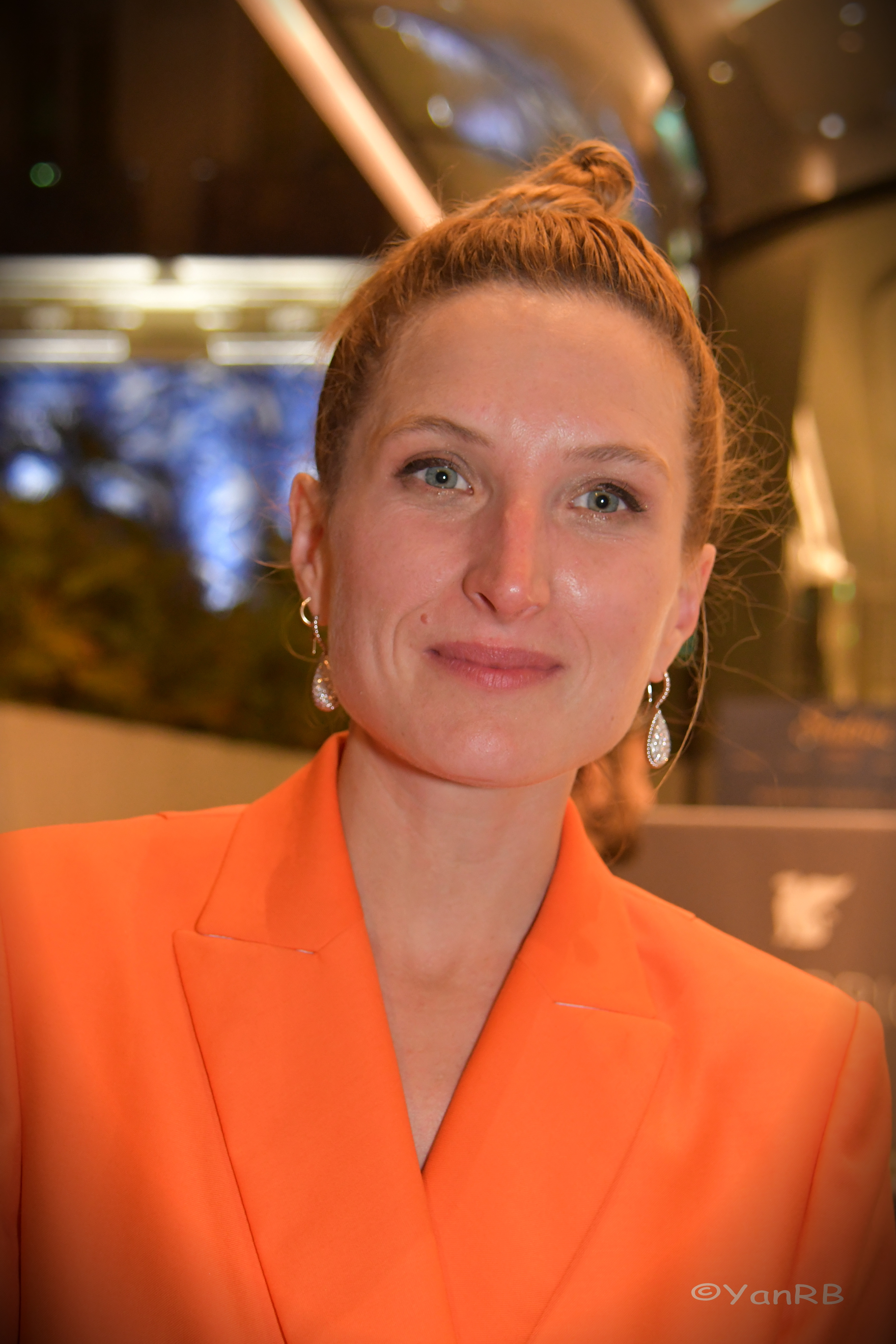
Julia Piaton

## Leben und Karriere
Julia Piaton wurde 1985 als älteste der drei Töchter von Jean-Marc Piaton und der Schauspielerin Charlotte de Turckheim geboren. Sie schloss die Schule mit dem Baccalauréat ab und erwarb 2006 eine licence de Lettres modernes. Anschließend studierte sie Journalismus und beendete ihr Studium mit dem Master. Bereits während ihres Studiums wandte sie sich dem Schauspiel zu und nahm ab 2008 Schauspielunterricht bei Thibault de Montalembert und Armel Veilhan. Von 2010 bis 2012 besuchte sie Kurse am Actors Studio von John Strasberg in New York City. Als Theaterschauspielerin spielte Piaton am Ciné 13 Théâtre in Paris.
Ihr Filmdebüt gab Julia Piaton bereits 2006 in Les aristos unter der Regie von Charlotte de Turckheim. Auch in der Filmkomödie Ziemlich dickste Freundinnen, die 2012 erschien, spielte Piaton unter der Regie ihrer Mutter. Im deutschsprachigen Raum wurde Piaton 2014 durch die Verkörperung der Odile Benichou Verneuil, einer Filmtochter von Hauptdarsteller Christian Clavier in der auch in Deutschland erfolgreichen französischen Filmkomödie Monsieur Claude und seine Töchter bekannt. Von 2013 bis 2015 spielte sie die wiederkehrende Rolle der Jessica Kancel in der Krimiserie Profiling Paris. Im Jahr 2017 war sie als Kommissarin Irene Ziegler in der Krimiserie Glacé zu sehen. Für ihre Darstellung der Victoire in Emmanuel Mourets Filmdrama Leichter gesagt als getan erhielt Piaton 2021 eine César-Nominierung als Beste Nachwuchsdarstellerin.

## Filmografie (Auswahl)
- 2006: Les aristos
- 2008: School’s Out – Schule war gestern (Nos 18 ans)
- 2009: Diane, femme flic  (Fernsehserie, Episodenrolle)
- 2012: Ziemlich dickste Freundinnen (Mince alors!)
- 2013: Au bonheur des agres
- 2013–2015: Profiling Paris (Profilage, Fernsehserie, 6 Episoden)
- 2014: Monsieur Claude und seine Töchter (Qu’est-ce qu’on a fait au Bon Dieu?)
- 2015: House of Time
- 2016: Gemeinsam wohnt man besser (Adopte un veuf)
- 2017: Glacé (VOD-Serie)
- 2017: Hochzeit ohne Plan (Jour J)
- 2018: Alles nur eine Frage des Geschmacks (Les goûts et les couleurs)
- 2019: Monsieur Claude 2 (Qu’est-ce qu’on a encore fait au Bon Dieu?)
- 2019–2021: Joint Venture (Family business, Fernsehserie)
- 2020: Leichter gesagt als getan (Les choses qu’on dit, les choses qu’on fait)
- 2020: Meine Schwester, ihre Hochzeit & ich (Le discours)
- 2020: C’est la vie
- 2024: Es sind die kleinen Dinge (Les Petites Victoires)
- 2024: Citadel: Diana (Fernsehserie, 6 Folgen)
- 2025: Die Farben der Zeit (La venue de l’avenir)
- 2025: Le mélange des genres